# 料金紛失
料金紛失（りょうきんふんしつ）、料金紛失の謎（りょうきんふんしつのなぞ、英: Missing dollar riddle）あるいは消えた1ドルのトリック:116、「1ドルはどこへ消えた？」(英: Where has the one dollar gone?) は、しばしばジョークあるいはなぞなぞの類いとして問いかけられる、擬似パラドックスの構造を持つ数学パズルストーリーである。
このパズルには様々な変種が知られている。デビッド・シングマスター Chronology of Recreational Mathematics（『あそび数学の年代学』）は、この種の数学的誤指示パズルは18世紀の算術における問題の末であるという。それは、フランシス・ウォーキンガム著 Tutor's Assistant（1751年出版、1860年再版）では「120から48を引けば72が残り、91から72を引けば19が残り、19から7を引けば12残る、それでは 48, 72, 19, 7 を引いて12残る数とはいくつですか？」(p. 185, probrem 116) という形で掲載されている。シングマスターは「預金引き出し問題とは同じではないけれども、その手の問題で引いた額と残額をごちゃ混ぜにすることが、消えた1ドルの問題の素になったのだと考えられます」と加えている。

## 内容
ある3人が食堂で食事をし、1人1000円ずつ合計3000円を払った。しかし店主は料金をサービスし、給仕に対し3人に500円を返すように命じた。しかし給仕は、3人に対して500円を返したのでは均等に分けることができないため、その500円から200円をこっそり盗んで自分のふところに入れ、均等に分けることのできる300円だけ客に返した。
300円は3人が均等分けし、それぞれ支払った金額は1000円から100円差し引いた900円になり、合計すると2700円になる。それに給仕が盗んだ200円を加えると、2700 + 200 = 2900円となるが、差額の100円はどこにいったのだろうか？

## トリック
客、店（食堂）、給仕の間のお金の状態を (客、店、給仕) = (30, 25, 5) のように略記する。
※略記例においては、それぞれ客は30 = 3000円、店は25 = 2500円、給仕が5 = 500円を持っていることを表す（下2桁を省く）
1. (30, 0, 0)：食事前
2. (0, 30, 0)：食事後、客が店に3000円を払う
3. (0, 25, 5)：店が給仕に500円を返すように渡す
4. (3, 25, 2)：給仕が200円を横領して300円だけ客に返す

- 300円を返してもらったから客3人が払ったのは2700円になる：30 − 3 = 27 = 払うべき金額 (25) + 給仕がくすねた金額 (2)
- 2500円：店に入った額 (25) = 食事の定価(30) − 割引分 (5)
- 2700円：客が支払った額 (27) = 店に入った額 (25) + 給仕がくすねた額 (2)
- 3000円：食事の定価 (30) = 店に入った額 (25) + サービス (3) + 給仕がくすねた金額 (2)

ここで、
- 2900円 = 客が支払った額(27) + 給仕がくすねた額 (2)

と説明しているが、上で「客が支払った額 (27) = 店に入った額 (25) + 給仕がくすねた額 (2)」とあるので
- 2900円 = 店に入った額 (25）+ 給仕がくすねた額 (2) + 給仕がくすねた額 (2)

となる。
2700円は「客が支払った額 + 給仕がくすねた額」であり、また「客が支払った額 + サービス」ではないので、くすねた200円を足しても3000円にはならない。払った額 + 盗られた額 = 全額と短絡しがちなところが盲点である。2900円は店に入った額2500円に給仕がくすねた額200円が二重に加算されただけのものであり、食事の定価3000円とは根本的に異なるものである。
つまり、
- （嘘）食事の定価 = 客が支払った額 + 給仕がくすねた額

と勘違いさせているのであり、 
- （真）店が得る収入 =客が支払った額ー給仕がくすねた額

が本来の姿である。
上記を踏まえ、諸データと各アクションごとの各人の資産推移を計算式を使って、以下のようにまとめる。
| 客の資産の推移   | −2700円    | = | −3000 |       | + 300 |
| 店の資産の推移   | 2500円     | = | 3000  | − 500 |       |
| 給仕の横領分     | 200円      | = |       | 500   | − 300 |
| 本来の食事の料金 | 2500円     |   |       |       |       |
| （誤った料金）   | （3000円） |   |       |       |       |

客の支出は、本来の食事の料金に給仕の横領分を合わせたものとわかる（店の収入は、本来の食事の料金と変わらない）。
よって、「差額の100円はどこ？」という問いについては、「（出題者の）勘違い」であり、2700円 − 200円 = 2500円とするのが正解であり、「100円という金額は、収支のどこにも存在しない」のが正解である。